# Tiếng Ngô Thái Hồ
Tiếng Ngô Thái Hồ (吳語太湖片 Ngô ngữ Thái Hồ phiến) hay tiếng Ngô phương Bắc (北部吳語) là tiếng Ngô nói tại Nam Giang Tô (trong đó có Tô Châu, Vô Tích, Thường Châu, miền nam của Nam Thông, Tĩnh Giang, và Đan Dương); Thành phố Thượng Hải; và Bắc Chiết Giang (có Hàng Châu, Thiệu Hưng, Ninh Ba, Hồ Châu, và Gia Hưng). Được nói tại khu vực quanh Thái Hồ và Vịnh Hàng Châu, đây là nhóm lớn nhất của tiếng Ngô. Các phương ngôn Ngô Thái Hồ như Thượng Hải, Thiệu Hưng và Ninh Ba đều có thể thông hiểu qua lại nhau.